# 1889

## Събития
- Сръбския крал Милан абдикира в полза на сина си.
- 15 ноември – Бразилия е обявена за република

## Родени
- Димитър Шишманов, български политик и писател
- Петко Енев, деец на БКП
- Трендафил Думбалаков, български военен и революционер
- Йоанис Кисонергис – кипърски художник
- 1 януари – Николай Райнов, български писател
- 21 януари – Питирим Сорокин, социолог
- 24 януари – Виктор Ефтимиу, румънски писател
- 30 януари – Георги Попхристов, български журналист
- 5 февруари – Станке Димитров, български антифашист
- 7 февруари – Клаудия Муцио, италианска оперна певица
- 22 февруари – Робин Джордж Колингууд, британски философ и историк
- 5 март – Никола Алексиев, български писател
- 9 март – Григорий Левенфиш, руски шахматист
- 25 март – Константин Щъркелов, български художник
- 7 април – Габриела Мистрал, чилийска поетеса и дипломат
- 14 април – Ефим Боголюбов, украински/немски шахматист
- 16 април – Чарли Чаплин, британски актьор и режисьор
- 20 април – Адолф Хитлер, немски политик
- 20 април – Георги Овчаров, български архитект
- 21 април – Паул Карер, швейцарски биохимик
- 24 април – Христина Морфова, българска оперна певица
- 26 април – Анита Лус, американска писателка, сценарист и драматург
- 26 април – Лудвиг Витгенщайн, австрийски философ
- 28 април – Антонио ди Оливейра Салазар, португалски политик
- 21 май – Леополд Маунтбатън, британски принц
- 25 май – Игор Сикорски, учен – авиоконструктор
- 6 юни – Сергей Рубинщейн, съветски психолог
- 15 юни – Никола Ганушев, български художник
- 23 юни – Анна Ахматова, руска поетеса
- 5 юли – Жан Кокто, френски поет и писател
- 14 юли – Анте Павелич, хърватски политик
- 14 юли – Петър Динев, български композитор
- 17 юли – Ърл Стенли Гарднър, адвокат и писател
- 22 юли – Жорж Жиро, френски математик
- 30 юли – Владимир Зворикин, руско-американски изобретател
- 31 юли – Франс Мазарел, белгийски художник
- 1 август – Валтер Герлах, немски физик
- 13 септември – Пиер Рьоверди, френски поет
- 26 септември – Мартин Хайдегер, немски философ
- 1 октомври – Чавдар Мутафов, български писател
- 2 октомври – Иван Лазаров, български скулптор
- 3 октомври – Карл фон Осиецки, немски журналист
- 1 ноември – Филип Ноуъл-Бейкър, британски политик
- 6 ноември – Габриел Ано, френски футболист и журналист
- 10 ноември – Клод Рейнс, американски актьор
- 14 ноември – Джавахарлал Неру, индийски революционер и политик
- 19 ноември – Клифтън Уеб, американски актьор
- 20 ноември – Едуин Хъбъл, американски астроном
- 25 ноември – Решат Нури, турски писател
- 28 ноември – Вела Пискова, българска антифашистка
- 1 декември – Василий Блюхер, съветски маршал
- 3 декември – Стоян Загорчинов, български писател
- 4 декември – Николай Петрини, деец на БЗНС
- 6 декември – Робърт Уиншип Удръф, бизнесмен и филантроп
- 7 декември – Габриел Марсел, френски философ
- 24 декември – Христо Ясенов, български писател
- 28 декември – Асен Халачев, деец на БКП

## Починали
- Герасим Калугера, български духовник
- Пьотър Шувалов, руски дипломат и политик
- 9 април – Мишел Йожен Шеврьол, френски химик
- 6 май – Хайнрих Густав Райхенбах, германски ботаник
- 15 юни – Михай Еминеску, румънски поет
- 29 август – Стефан Дуньов, банатски български офицер и революционер
- 2 септември – Захарий Стоянов, български писател
- 23 септември – Уилки Колинс, английски писател
- 11 октомври – Джеймс Джаул, английски физик
- 29 октомври – Николай Чернишевски, руски писател и философ
- 6 декември – Джеферсън Дейвис, американски политик

Вижте също:
- календара за тази година